# Karosa C 956 Axer
A Karosa C 956 Axer a Karosa Állami Vállalat által 2002 és 2006 között gyártott cseh helyközi autóbusz, a Karosa C 955-ös utódja. Közepes és hosszú távú vonalakhoz és túrákhoz készült, és a kivételesen rövidebb elővárosi utakon használják. A két hosszúságú változatban gyártották - 12 méteres (C 956.1072) és 12,8 méteres (C 956.1076)

## Műszaki adatok
A C 956 nagyon hasonlít a C 955-höz. Mechanikus váltóval ellátott motorja a busz hátsó részén helyezkedik el. A jármű eleje, ellentétben a C 955-tel kissé módosul, a lökhárító műanyagból van, míg a lámpák kör alakúak. A hátsó felület ugyanaz, mint az előző típus. A jobb oldalfalon két kétszárnyú (igény szerint egyszárnyú) csuklós ajtó (az első az első tengely előtt, a másik a hátsó tengely előtt). Az utasok magasan elhelyezett, összehajtható és párnázott üléseken utazhatnak, amelyek 2 + 2-es elrendezésben a középső folyosó mentén helyezkednek el. A legújabb Axer modellek két-vagy hárompontos biztonsági öveket tartalmaznak minden ülésen. Az előző verzióban ezeket az opcionális tartozékokat kínálták, a kétpontos öveket csak elülső ülésekkel (valamint a középső ülés az utolsó sorban és a kétüléses hátsó ajtónál) szerelték fel. Vevői igény szerint a jármű fel van szerelve kávéfőzővel, televízióval, videó illetve DVD lejátszóval, hűtőszekrénnyel.

## Export
A C 956 Axer típusból sok került Franciaországba.

## Fordítás
- Ez a szócikk részben vagy egészben  a   Karosa C 956 című cseh Wikipédia-szócikk fordításán alapul.  Az eredeti cikk szerkesztőit annak laptörténete sorolja fel. Ez a jelzés csupán a megfogalmazás eredetét és a szerzői jogokat jelzi, nem szolgál a cikkben szereplő információk forrásmegjelöléseként.